# Nina Prešiček
Nina Prešiček, slovenska pianistka, * 3. december 1976, Kranj.
Leta 2000 je na Visoki šoli za glasbo v Stuttgartu zaključila študij klavirja. Izpopolnjevala se je v Franciji (Therese Dussaut), Avstriji (Jorg Demus), Nemčiji (Arbo Valdma) in ZDA (John Perry). Debitirala je leta 1995 z izvedbo Chopinovega 2. klavirskega koncerta v Stuttgartu.
Njen brat je saksofonist Dejan Prešiček.